# Агафонов, Егор Александрович
Егор Александрович Агафонов (род. 5 сентября 2002, Тула) — российский теннисист, мастер спорта России (2018). Победитель одного турнира ATP Challenger в парном разряде; победитель четырнадцати турниров ITF (1 — в одиночном разряде); чемпион Универсиады в парном разряде (2025); двукратный чемпион России: в мужском парном (2023) и в парном смешанном разрядах (2023).

## Общая информация
Родился 5 сентября 2002 года в Туле, в Тульской области, в России.

## Спортивная карьера
В июле 2017 года, в Дьёре (Венгрия) стал серебряным призёром в парном разряде вместе с Алибеком Качмазовым на летнем европейском юношеском Олимпийском фестивале, в финале проиграв итальянцам Флавио Коболли и Лоренцо Роттоли.
В январе 2020 года на юниорском Открытом чемпионате Австралии в одиночном разряде дошёл до четвертьфинала, где проиграл латышу Карлису Озолиньшу в трёх сетах со счетом: 6-3, 6-7, 3-6. Также участвовал в парном разряде этого чемпионата Австралии, где дошёл только до второго круга.
В 2021—2024 годах стал победителем десяти взрослых турниров ITF в парном разряде.
А в ноябре 2023 года стал победителем первого турнира ITF в одиночном разряде.

### 2023
В сентябре 2023 года стал чемпионом Международного турнира Kazan Kremlin Cup в парном разряде вместе с Ильёй Симакиным, где в финале соперники Богдан Бобров и Павел Вербин из-за травмы не вышли на корт и проиграли.
В начале октября 2023 года в Казани стал двукратным чемпионом России: в парном разряде, где вместе с Маратом Шариповым в финальном матче обыграл Михаила Елгина и Евгения Тюрнева со счётом: 6-3, 6-4; и в парном смешанном разряде вместе с Марией Ткачёваой, где в финальном матче они обыграли Владимира Королёва и Викторию Михайлову.

### 2024
В июле 2024 года завоевал первый титул турнира ATP Challenger в парном разряде на Кубке Президента Казахстана в Астане (Казахстан) вместе с Ильёй Симакиным, в финале победив Дениса Истомина и Евгения Карловского со счётом: 6-4, 6-3.
В конце августа через квалификацию пробился в основную сетку одиночного разряда хардового «Челленджера» в Чжанцзягане (Китай), но в 1-м круге проиграл гонконгскому теннисисту Коулмену Вонгу в трёх сетах со счётом: 3-6, 7-5, 4-6.

### 2025
В июле стал чемпионом в мужском парном разряде Универсиады в Эссене (Германия), выступая вместе с Ильёй Симакиным. В одиночном турнире проиграл в 1/8 финала японцу Джею Дилану Хару Фриенду, — в итоге ставшему чемпионом Универсиады.

## Итоговое место в рейтинге ATP по годам
| Год  | Одиночный рейтинг | Парный рейтинг |
| 2023 | 633               | 373            |
| 2022 | 1441              | 1290           |
| 2021 | 1043              | 1187           |
| 2020 | 1109              | 2013           |
| 2019 | 1764              | 1912           |